# Gubernatorzy wojskowi Warszawy w czasie powstania listopadowego
- Michaił Iwanowicz Lewicki 29 listopada 1830 (rosyjski)
- gen. Jan Kanty Julian Sierawski 30 listopada-4 grudnia 1830
- gen. Piotr Szembek 4 grudnia-16 grudnia 1830
- gen. Stanisław Wojczyński 16 grudnia 1830-2 marca 1831
- gen. Jan Krukowiecki 3 marca-4 czerwca 1831
- gen. Andrzej Ruttié do 9 sierpnia 1831
- gen. Henryk Dembiński 9 sierpnia-12 sierpnia 1831
- gen. Emilian Węgierski (p.o.) 12 sierpnia-16 sierpnia 1831
- gen. Jan Krukowiecki (bez nominacji) 16 sierpnia-18 sierpnia 1830
- gen. Wojciech Chrzanowski 18 sierpnia-6 września 1831
- gen. Wacław Sierakowski 7 września-8 września 1831